# Патрик Махоумс
Патрик Лейвън Махоумс (на английски: Patrick Lavon Mahomes) е американски състезател по американски футбол.
Роден е на 17 септември 1995 година в Тайлър, Тексас, в семейството на професионален бейзболист. В ученическа възраст започва да играе бейзбол, а малко по-късно и американски футбол. Състезава се докато учи в Тексаския технически университет, а през 2017 година започва професионалната си кариера в „Канзас Сити Чийфс“, с който през 2020 година печели като куотърбек шампионската титла на „Супер Боул“.